# Savoy (musikgrupp)
Savoy, norsk/amerikansk rock-grupp bestående av Pål Waaktaar-Savoy, Lauren Savoy och Frode Unneland. Gruppen är baserad i New York. Största hiten är låten "Velvet". Savoy tilldelades Spellemannprisen 1999 och 2001 i klassen "Beste popgruppe".

## Medlemmar
Nuvarande medlemmar
- Paul Waaktaar-Savoy – sång, gitarr, basgitarr, keyboard (1994–)
- Lauren Waaktaar-Savoy – sång, gitarr (1994–)
- Frode Unneland – trummor, bakgrundssång (1994–)

Tidigare medlemmar
- Greg Calvert – basgitarr (1995–1997)

Gästmusiker/studiomusiker
- Geir Luedy – basgitarr (1997–1998)
- Maya Vik – basgitarr (2004)
- Christer Ottesen – basgitarr (2004)
- Jørun Bøgeberg – basgitarr
- Preben Grieg-Halvorsen – keyboard
- Erin Hill – harpa, bakgrundssång

## Diskografi
Studioalbum
- 1996: Mary Is Coming
- 1997: Lackluster Me
- 1999: Mountains Of Time
- 2001: Reasons To Stay Indoors
- 2004: Savoy
- 2018: See the Beauty in Your Drab Hometown

Samlingsalbum
- 2007: Savoy Songbook Vol. 1

Singlar
- 1995: "Velvet"
- 1997: "Xmas Time (Blows My Mind)"
- 2001: "You Won't Come to the Party"
- 2004: "Whalebone"
- 2007: "Karma Boomerang"